# Mahmoud Refaat
Mahmoud Refaat (arabiska: محمود رفعت), född 25 april 1978, är en advokat, skribent och grundare och ordförande i European Institute for International Law and International Relations. Han har varit chefredaktör för den London baserade tidningen International Gazette. Mahmoud Refaat var aktiv i presidentkampanjen för den tidigare stabschefen för egyptiska armén, generallöjtnant Sami Anan.